# One Drop (KAT-TUN)
One Drop è un brano musicale della boy band giapponese KAT-TUN, estratto come terzo singolo dall'album Break the Records: By You & For You. È stato pubblicato l'11 febbraio 2009 ed è il nono singolo consecutivo del gruppo ad arrivare alla prima posizione della classifica Oricon dei singoli più venduti in Giappone; è inoltre il tema musicale usato nel dorama Kami no Shizuku, che vede lo stesso Kazuya Kamenashi interpretare il ruolo del personaggio principale.

## Tracce
Limited edition JACA-5128
1. ONE DROP
2. D-T-S

First press edition JACA-5130
1. ONE DROP
2. D-T-S
3. On My Mind

Regular edition JACA-5131
1. ONE DROP
2. D-T-S
3. ONE DROP (Instrumental Version)
4. D-T-S (Instrumental Version)

## Classifiche
| Classifica (2009)                        | Posizione più alta |
| ---------------------------------------- | ------------------ |
| Giappone (Classifica settimanale Oricon) | 1                  |
| Giappone (Billboard Japan Hot 100)       | 1                  |